# Liste der Baudenkmale in Uplengen
Die Liste der Baudenkmale in Uplengen enthält die nach dem Niedersächsischen Denkmalschutzgesetz geschützten Baudenkmale in der ostfriesischen Gemeinde Uplengen.
Grundlage ist die veröffentlichte Denkmalliste des Landkreises (Stand: 25. Juli 2016).
Baudenkmale sind „im Sinne des Gesetzes Bodendenkmale, bewegliche Denkmale und Denkmale der Erdgeschichte.“

## Bühren
| Bild | Bezeichnung         | Lage                                                                    | Beschreibung | Bauzeit | Eingetragen seit | Denkmal- nummer  |
| ---- | ------------------- | ----------------------------------------------------------------------- | --- | ------- | ---------------- | ---------------- |
| BW   | Gulfhaus (Gulfhaus) | Bühren Bührener Straße 21 Flurstück:030858-009-00076/000 Karte          | Gulfhaus (Gulfhaus) mit: Stallgebäude; 1 ⁄2-geschossiger Wohnteil. Gliederung durch Ziegelbänderung und Gesimse. Dreiecksmauerung. 1951. Rückwärtig kleiner Stall; Bedeutung: historisch, wissenschaftlich, städtebaulich; wesentliche Begründung: 1.06 geschichtliche Bedeutung aufgrund des Zeugnis- und Schauwertes durch beispielhafte Ausprägung eines Stils und / oder Gebäudetypus; konstituierender Bestandteil einer Gruppe gemäß § 3.3 NDSchG; in Gruppe baulicher Anlagen: 457020Gr0003                             | 1951    |                  | 457020.00037M001 |
| BW   | Pflasterstraße      | Bühren Bührener Straße 21–25,36–42 Flurstück:030858-009-00091/011 Karte | Pflasterstraße Ziegelgepflasterte Dorfstraße im Bereich der regelmäßigen Reihung von traufständigen Gulfhäusern; Bedeutung: historisch, wissenschaftlich, städtebaulich; wesentliche Begründung: 1.06 geschichtliche Bedeutung aufgrund des Zeugnis- und Schauwertes durch beispielhafte Ausprägung eines Stils und / oder Gebäudetypus; konstituierender Bestandteil einer Gruppe gemäß § 3.3 NDSchG; in Gruppe baulicher Anlagen: 457020Gr0003                                                                               |         |                  | 457020.00083     |
| BW   | Gulfhaus (Gulfhaus) | Bühren Bührener Straße 23 Flurstück:030858-009-00077/000 Karte          | Gulfhaus (Gulfhaus) mit: Stallgebäude; zweigeschossiger Wohnteil. Gliederung durch flache Gesimse. Türumrandung durch ornamentierte Klinker. Erbaut um 1960. Rückwärtig Stallgebäude; Bedeutung: historisch, wissenschaftlich, städtebaulich; wesentliche Begründung: 1.06 geschichtliche Bedeutung aufgrund des Zeugnis- und Schauwertes durch beispielhafte Ausprägung eines Stils und / oder Gebäudetypus; konstituierender Bestandteil einer Gruppe gemäß § 3.3 NDSchG; in Gruppe baulicher Anlagen: 457020Gr0003          | um 1960 |                  | 457020.00038M001 |
| BW   | Gulfhaus (Gulfhaus) | Bühren Bührener Straße 25 Flurstück:030858-010-00064/002 Karte          | Gulfhaus (Gulfhaus) mit: Stallgebäude; 1 ⁄2-geschossiger Wohnteil. Gliederung durch Ziegelbänderung und Gesimse. Dreiecksmauerung. Originale Fenster. Erbaut um 1950. Rückwärtig Stallgebäude; Bedeutung: historisch, wissenschaftlich, städtebaulich; wesentliche Begründung: 1.06 geschichtliche Bedeutung aufgrund des Zeugnis- und Schauwertes durch beispielhafte Ausprägung eines Stils und / oder Gebäudetypus; konstituierender Bestandteil einer Gruppe gemäß § 3.3 NDSchG; in Gruppe baulicher Anlagen: 457020Gr0003 | um 1950 |                  | 457020.00039M001 |
| BW   | Gulfhaus (Gulfhaus) | Bühren Bührener Straße 36 Flurstück:030858-014-00033/003 Karte          | Gulfhaus (Gulfhaus) 1 ⁄2-geschossiger Wohnteil. Gliederung durch Fenster mit leichten Verdachungen. Erbaut um 1920; Bedeutung: historisch, wissenschaftlich, städtebaulich; wesentliche Begründung: 1.06 geschichtliche Bedeutung aufgrund des Zeugnis- und Schauwertes durch beispielhafte Ausprägung eines Stils und / oder Gebäudetypus; Gruppe gemäß § 3.3 NDSchG; in Gruppe baulicher Anlagen: 457020Gr0003 | um 1920 |                  | 45702000043      |
| BW   | Gulfhaus (Gulfhaus) | Bühren Bührener Straße 38 Flurstück:030858-014-00036/000 Karte          | Gulfhaus (Gulfhaus) 1 ⁄2-geschossiger Wohnteil. Gliederung durch Ziegelbänderung. Erbaut um 1935; Bedeutung: historisch, wissenschaftlich, städtebaulich; wesentliche Begründung: 1.06 geschichtliche Bedeutung aufgrund des Zeugnis- und Schauwertes durch beispielhafte Ausprägung eines Stils und / oder Gebäudetypus; Gruppe gemäß § 3.3 NDSchG; in Gruppe baulicher Anlagen: 457020Gr0003 | um 1935 |                  | 45702000042      |
| BW   | Gulfhaus (Gulfhaus) | Bühren Bührener Straße 42 Flurstück:030858-014-00038/002 Karte          | Gulfhaus (Gulfhaus) mit: Stallgebäude; 1 ⁄2-geschossiger Wohnteil. Gliederung durch Ziegelbänderung und Gesimse. Dreiecksmauerung. Originale Fenster. Erbaut um 1950. Rückwärtig Stallgebäude; Bedeutung: historisch, wissenschaftlich, städtebaulich; wesentliche Begründung: 1.06 geschichtliche Bedeutung aufgrund des Zeugnis- und Schauwertes durch beispielhafte Ausprägung eines Stils und / oder Gebäudetypus; konstituierender Bestandteil einer Gruppe gemäß § 3.3 NDSchG; in Gruppe baulicher Anlagen: 457020Gr0003 | um 1950 |                  | 457020.00040M001 |

## Großoldendorf
| Bild              | Bezeichnung         | Lage                                                                     | Beschreibung | Bauzeit | Eingetragen seit | Denkmal- nummer |
| ----------------- | ------------------- | ------------------------------------------------------------------------ | --- | ------- | ---------------- | --------------- |
| BW                | Scheune             | Großoldendorf Firreler Straße 54 Flurstück:030849-003-00046/000 Karte    | Scheune Straßengiebel und Osttraufe Lehmstampfwände, Rückgiebel mit Holzbohlen verbrettert, westlich Traufe mit herabgezogenem Ziegeldach und Erdwall. Wandständerbau mit einseitiger Kübbung; Einzeldenkmal gemäß § 3.2 NDSchG |         |                  | 45702000057     |
| BW                | Gulfhaus (Gulfhaus) | Großoldendorf Norderstraße 8 Flurstück:030849-004-00150/024 Karte        | Gulfhaus (Gulfhaus) eingeschossiger Ziegelbau. Gliederung durch Gesimse und Fensterverdachungen. Erbaut um 1900; Einzeldenkmal gemäß § 3.2 NDSchG                                                                               | um 1900 |                  | 45702000033     |
| Mühle (Windmühle) | Mühle (Windmühle)   | Großoldendorf Oldendorfer Straße 41 Flurstück:030849-007-00111/048 Karte | Mühle (Windmühle) dreigeschossiger Galerieholländer. Oktogonaler Rumpf in Ziegelmauerwerk unter Reetbehang. Kappe erhalten, Flügel erneuert. 1887; Einzeldenkmal gemäß § 3.2 NDSchG                                             | 1887    |                  | 45702000034     |
| BW                | Gulfhaus (Gulfhaus) | Großoldendorf Oldendorfer Straße 39 Flurstück:030849-007-00049/004 Karte | Gulfhaus (Gulfhaus) eingeschossiger Ziegelbau. Gliederung durch Lisenen, Gesimse und Fensterverdachungen. Erbaut um 1900; Einzeldenkmal gemäß § 3.2 NDSchG                                                                      | um 1900 |                  | 45702000035     |

## Großsander
| Bild | Bezeichnung         | Lage                                                           | Beschreibung | Bauzeit | Eingetragen seit | Denkmal- nummer |
| ---- | ------------------- | -------------------------------------------------------------- | --- | ------- | ---------------- | --------------- |
| BW   | Gulfhaus (Gulfhaus) | Großsander Achterhofweg 5 Flurstück:030861-007-00184/003 Karte | Gulfhaus (Gulfhaus) eingeschossiger Ziegelbau unter Halbwalmdach. Fenster mit Holzblockrahmen. Wirtschaftsteil mit tiefem Walm und Durchfahrt; Einzeldenkmal gemäß § 3.2 NDSchG |         |                  | 45702000023     |
| BW   | Gulfhaus (Gulfhaus) | Großsander Niekampsweg 2 Flurstück:030861-003-00029/003 Karte  | Gulfhaus (Gulfhaus) eingeschossiger Ziegelbau. Gliederung durch Gesimse und Fensterverdachungen. Fensterbänke aus Stuck. Erbaut um 1910; Einzeldenkmal gemäß § 3.2 NDSchG       | um 1910 |                  | 45702000022     |

## Hollen
| Bild                            | Bezeichnung                     | Lage                                                               | Beschreibung | Bauzeit      | Eingetragen seit | Denkmal- nummer  |
| ------------------------------- | ------------------------------- | ------------------------------------------------------------------ | --- | ------------ | ---------------- | ---------------- |
| weitere Bilder                  | Kirche, ev.-luth.               | Hollen An der Kirche 14 Flurstück:030853-008-00450/011 Karte       | Kirche, ev.-luth. mit: Friedhof, Kriegerdenkmal; Neugotischer Ziegelbau mit Gesimsen und Strebepfeilern. Einschiffiger Bau mit Chor und Westturm. Querhausartige Erweiterung mit Emporen. Um 1900; Bedeutung: historisch, wissenschaftlich, städtebaulich; wesentliche Begründung: 1.04 geschichtliche Bedeutung aufgrund des Zeugnis- und Schauwertes für Kultur- und Geistesgeschichte; konstituierender Bestandteil einer Gruppe gemäß § 3.3 NDSchG; in Gruppe baulicher Anlagen: 457020Gr0002 | 1896         |                  | 457020.00015M001 |
| BW                              | Gulfhaus (Gulfhaus)             | Hollen Friesenstraße 118 Flurstück:030853-002-00113/007 Karte      | Gulfhaus (Gulfhaus) eingeschossiger Wohnteil mit Drempel. Gefächerte Fensterstürze, Türen mit Holzblockrahmen. Datiert 1864; gartenseitiger Wohnflügel um 1900; Einzeldenkmal gemäß § 3.2 NDSchG | 1864/um 1900 |                  | 45702000014      |
| Gulfhaus, ehemaliges (Gulfhaus) | Gulfhaus, ehemaliges (Gulfhaus) | Hollen Hollener Landstraße 4 Flurstück:030853-002-00104/022 Karte  | Gulfhaus, ehemaliges (Gulfhaus) eingeschossiger Wohnteil mit Drempel, stallseitig zweimal einspringend. Gliederung durch Gesimse und Fensterverdachungen. 1888. Eingangsbereich datiert 1913; Einzeldenkmal gemäß § 3.2 NDSchG | 1888         |                  | 45702000016      |
| Schmiede, ehemalige             | Schmiede, ehemalige             | Hollen Hollener Landstraße 13 Flurstück:030853-008-00451/006 Karte | Schmiede, ehemalige mit: Wohnhaus; Wohnhaus: eingeschossiger Ziegelbau mit Gesimsen und Fensterverdachungen. Firstparalleler Werkstattanbau: Ziegelbau mit Rundbogenfenstern. Erbaut um 1910; Bedeutung: historisch, wissenschaftlich; wesentliche Begründung: 1.06 geschichtliche Bedeutung aufgrund des Zeugnis- und Schauwertes durch beispielhafte Ausprägung eines Stils und / oder Gebäudetypus; Einzeldenkmal gemäß § 3.2 NDSchG                                                           | um 1910      |                  | 457020.00017M001 |
| Gasthaus (Gulfhaus)             | Gasthaus (Gulfhaus)             | Hollen Hollener Landstraße 14 Flurstück:030853-002-00087/006 Karte | Gasthaus (Gulfhaus) mit: Saalanbau; Langgestreckter eingeschossiger Wohnteil. Gliederung durch Gesimse, Ecklisenen und Fensterverdachungen. Erbaut um 1890; rückwärtiger Saalanbau, um 1910; Einzeldenkmal gemäß § 3.2 NDSchG | um 1910      |                  | 457020.00018M001 |
| BW                              | Gulfhaus (Gulfhaus)             | Hollen Hollener Landstraße 18 Flurstück:030853-001-00057/003 Karte | Gulfhaus (Gulfhaus) Längsdurchfahrt. eingeschossiger Wohnteil mit Drempel. Gliederung durch Gesimse und Fensterverdachungen. Erbaut um 1910; Bedeutung: historisch, wissenschaftlich; wesentliche Begründung: 1.06 geschichtliche Bedeutung aufgrund des Zeugnis- und Schauwertes durch beispielhafte Ausprägung eines Stils und / oder Gebäudetypus; Einzeldenkmal gemäß § 3.2 NDSchG | um 1910      |                  | 457020.00019     |
| BW                              | Gulfhaus (Gulfhaus)             | Hollen Meerenweg 3 Flurstück:030853-010-00052/006 Karte            | Gulfhaus (Gulfhaus) Relativ kleines Gulfhaus. Eingeschossiger Wohnteil mit Gesimsen und Fensterverdachungen. Erbaut um 1910; Einzeldenkmal gemäß § 3.2 NDSchG | um 1910      |                  | 45702000013      |
| BW                              | Molkerei, ehemalige             | Hollen Zur Gaste 9 Flurstück:- Karte                               | Molkerei, ehemalige mit: Betriebsleiterwohnung; zweigeschossiger Backsteinbau unter Walmdach von 1919. Wandfeste Innenausstattung (z. B. Verkachelung, Bodenfliesen) und Haustechnik erhalten. Produktion 1970 eingestellt, Schornstein abgebrochen; Bedeutung: historisch, städtebaulich; wesentliche Begründung: 1.01 geschichtliche Bedeutung im Rahmen von Ortsgeschichte; Einzeldenkmal gemäß § 3.2 NDSchG                                                                                   | 1919         |                  | 457020.00078M001 |

## Jübberde
| Bild | Bezeichnung                          | Lage                                                           | Beschreibung | Bauzeit      | Eingetragen seit | Denkmal- nummer |
| ---- | ------------------------------------ | -------------------------------------------------------------- | --- | ------------ | ---------------- | --------------- |
| BW   | Wohn-/Wirtschaftsgebäude, ehemaliges | Jübberde Alter Heideweg 8 Flurstück:030855-001-00150/040 Karte | Wohn-/Wirtschaftsgebäude, ehemaliges Kleiner gulfhausähnlicher Ziegelbau. In Baukörper, Grundriss und Einzelformen ganz der Tradition des Kolonistenhauses folgend. Erbaut um 1930/1940; Einzeldenkmal gemäß § 3.2 NDSchG | um 1930/1940 |                  | 45702000026     |

## Kleinoldendorf
| Bild | Bezeichnung                         | Lage                                                                            | Beschreibung | Bauzeit | Eingetragen seit | Denkmal- nummer |
| ---- | ----------------------------------- | ------------------------------------------------------------------------------- | --- | ------- | ---------------- | --------------- |
| BW   | Gulfhaus (Gulfhaus)                 | Kleinoldendorf Kleinoldendorfer Straße 19 Flurstück: 030850-006-00004/004 Karte | Gulfhaus (Gulfhaus) eingeschossiger Ziegelbau, zum Teil reetgedeckt. Gliederung durch Gesimse und Fensterverdachungen. Erbaut um 1900; Bedeutung: historisch, wissenschaftlich; wesentliche Begründung: 1.06 geschichtliche Bedeutung aufgrund des Zeugnis- und Schauwertes durch beispielhafte Ausprägung eines Stils und / oder Gebäudetypus; Einzeldenkmal gemäß § 3.2 NDSchG | um 1900 |                  | 457020.00036    |
| BW   | Wohn-/Wirtschaftsgebäude (Gulfhaus) | Kleinoldendorf Schützenstraße 35 Flurstück: 030850-030850-004-00032/006 Karte   | Wohn-/Wirtschaftsgebäude (Gulfhaus) eingeschossiger Ziegelbau unter Satteldach an der Ecke zum Dorfweg. Wohnteil durch Querflur erschlossen, alte Küche mit Esse und Butzenstube erhalten, Wirtschaftsteil zum Teil Ankerbalkenkonstruktion. "1880"; Bedeutung: historisch, wissenschaftlich; Einzeldenkmal gemäß § 3.2 NDSchG                                                   | 1880    |                  | 457020.00084    |

## Klein Remels
| Bild | Bezeichnung         | Lage                                                               | Beschreibung | Bauzeit                   | Eingetragen seit | Denkmal- nummer |
| ---- | ------------------- | ------------------------------------------------------------------ | --- | ------------------------- | ---------------- | --------------- |
| BW   | Gulfhaus (Gulfhaus) | Klein Remels Friesenstraße 60 Flurstück:030854-014-00007/005 Karte | Gulfhaus (Gulfhaus) Kleines Gulfhaus. eingeschossiger Wohnteil mit einseitiger Kübbung. Fensterverdachungen. Wirtschaftsteil mit Vollwalm. 2. Hälfte.19. Jahrhundert; Einzeldenkmal gemäß § 3.2 NDSchG | 2. Hälfte.19. Jahrhundert |                  | 45702000030     |

## Kleinsander
| Bild | Bezeichnung         | Lage                                                                   | Beschreibung | Bauzeit | Eingetragen seit | Denkmal- nummer |
| ---- | ------------------- | ---------------------------------------------------------------------- | --- | ------- | ---------------- | --------------- |
| BW   | Gulfhaus (Gulfhaus) | Kleinsander Kleinsander Straße 35 Flurstück:030857-001-00273/138 Karte | Gulfhaus (Gulfhaus) Wohnteil konstruktiv mit dem Wirtschaftsteil verbunden. Gebinde in Hochrähmkonstruktion mit durchgezapften Ankerbalken. Erbaut 1844, Außenwände des Wirtschaftsteils ca. 1910; Einzeldenkmal gemäß § 3.2 NDSchG | 1844    |                  | 45702000066     |

## Meinersfehn
| Bild | Bezeichnung         | Lage                                                                     | Beschreibung | Bauzeit | Eingetragen seit | Denkmal- nummer |
| ---- | ------------------- | ------------------------------------------------------------------------ | --- | ------- | ---------------- | --------------- |
| BW   | Gulfhaus (Gulfhaus) | Meinersfehn Meinersfehner Straße 35 Flurstück:030847-008-00243/020 Karte | Gulfhaus (Gulfhaus) eingeschossiger Ziegelbau mit Drempel. Gliederung durch Lisenen, Gesimse und Fensterverdachungen. Erbaut um 1915; Bedeutung: historisch, wissenschaftlich; wesentliche Begründung: 1.06 geschichtliche Bedeutung aufgrund des Zeugnis- und Schauwertes durch beispielhafte Ausprägung eines Stils und / oder Gebäudetypus; Einzeldenkmal gemäß § 3.2 NDSchG | um 1915 |                  | 457020.00020    |

## Neudorf
| Bild | Bezeichnung                               | Lage                                                           | Beschreibung | Bauzeit | Eingetragen seit | Denkmal- nummer |
| ---- | ----------------------------------------- | -------------------------------------------------------------- | --- | ------- | ---------------- | --------------- |
| BW   | Schleusenanlage, IV (Nordgeorgsfehnkanal) | Neudorf Wiesmoorer Straße Flurstück:030845-004-00183/046 Karte | Schleusenanlage, IV (Nordgeorgsfehnkanal) Kammerschleuse. Kammerwände und Häupter in Ziegelmauerwerk mit Sandsteinelementen. Hölzerne Stemmtorpaare. Erneuert um 1930; Bedeutung: historisch, wissenschaftlich; wesentliche Begründung: 1.11 geschichtliche Bedeutung aufgrund des Zeugnis- und Schauwertes für Wirtschafts- und Technikgeschichte; Einzeldenkmal gemäß § 3.2 NDSchG; in Gruppe baulicher Anlagen: 457020Gr0006                                                       | um 1930 |                  | 45702000031     |
| BW   | Schleusenanlage, V (Nordgeorgsfehnkanal)  | Neudorf Wiesmoorer Straße Flurstück:030845-002-00146/013 Karte | Schleusenanlage, V (Nordgeorgsfehnkanal) Kammerschleuse. Schleusenhäupter in Ziegelmauerwerk mit Sandsteinelementen; Kammerwände leicht geböscht, Betonkonstruktion zwischen Stahlprofilen. Hölzerne Stemmtorpaare. Um 1930; Bedeutung: historisch, wissenschaftlich; wesentliche Begründung: 1.11 geschichtliche Bedeutung aufgrund des Zeugnis- und Schauwertes für Wirtschafts- und Technikgeschichte; Einzeldenkmal gemäß § 3.2 NDSchG; in Gruppe baulicher Anlagen: 457020Gr0006 | um 1930 |                  | 45702000032     |

## Neufirrel
| Bild                      | Bezeichnung               | Lage                                                              | Beschreibung | Bauzeit | Eingetragen seit | Denkmal- nummer |
| ------------------------- | ------------------------- | ----------------------------------------------------------------- | --- | ------- | ---------------- | --------------- |
| Kirche (ehemalige Schule) | Kirche (ehemalige Schule) | Neufirrel Alte Dorfstraße 13 Flurstück:030844-002-00019/002 Karte | Kirche (ehemalige Schule) Kernbau wohl vierachsiger Mittelbau. Nach Osten mit eingezogenem dreigeschossigen Turm erweitert (1866); nach Westen Kirchenschiff um eine Achse und Choranbau erweitert; Einzeldenkmal gemäß § 3.2 NDSchG | 1866    |                  | 45702000055     |
|                           | Gulfhaus (Gulfhaus)       | Neufirrel Firreler Straße 130 Flurstück:030844-002-00051/003      | Gulfhaus (Gulfhaus) Ziegelbau unter Ziegel-/Reetdeckung. Alte Fenster und Haustür erhalten. Um 1900; Einzeldenkmal gemäß § 3.2 NDSchG                                                                                                | um 1900 |                  | 45702000056     |

## Nordgeorgsfehn
| Bild | Bezeichnung                               | Lage                                                                   | Beschreibung | Bauzeit                | Eingetragen seit | Denkmal- nummer |
| ---- | ----------------------------------------- | ---------------------------------------------------------------------- | --- | ---------------------- | ---------------- | --------------- |
| BW   | Gulfhaus (Gulfhaus)                       | Nordgeorgsfehn Mittelende Nord 32 Flurstück:030852-004-00037/001 Karte | Gulfhaus (Gulfhaus) Relativ kleines Gulfhaus. eingeschossiger Wohnteil mit gefächerten Stürzen und verschaltem Giebeldreieck. Erbaut Anfang 19. Jahrhundert; Wirtschaftsteil etwas jünger; Einzeldenkmal gemäß § 3.2 NDSchG | Anfang 19. Jahrhundert |                  | 45702000009     |
| BW   | Schule, ehemalige                         | Nordgeorgsfehn Mittelende Nord 52 Flurstück:030852-004-00056/005 Karte | Schule, ehemalige Ursprünglich einräumiger Ziegelbau mit Lisenen- und Gesimsgliederung. Erbaut um 1880; in angepassten Formen erweitert; Bedeutung: historisch, wissenschaftlich; wesentliche Begründung: 1.06 geschichtliche Bedeutung aufgrund des Zeugnis- und Schauwertes durch beispielhafte Ausprägung eines Stils und / oder Gebäudetypus; Einzeldenkmal gemäß § 3.2 NDSchG; in Gruppe baulicher Anlagen: 457020Gr0001                                                                  | um 1880                |                  | 45702000007     |
| BW   | Wohnhaus                                  | Nordgeorgsfehn Mittelende Nord 54 Flurstück:030852-004-00056/004 Karte | Wohnhaus eingeschossiger Ziegelbau mit gulfhausartigem Wirtschaftstrakt-Anbau. Gliederung durch Gesimse und Verdachungen. Raumgefüge, Gulfgerüst, Upkammer, Treppen und Türen erhalten. Wohl 1904 erbaut; Bedeutung: historisch, wissenschaftlich; wesentliche Begründung: 1.06 geschichtliche Bedeutung aufgrund des Zeugnis- und Schauwertes durch beispielhafte Ausprägung eines Stils und / oder Gebäudetypus; Einzeldenkmal gemäß § 3.2 NDSchG; in Gruppe baulicher Anlagen: 457020Gr0001 | 1904                   |                  | 45702000008     |
| BW   | Gulfhaus (Gulfhaus)                       | Nordgeorgsfehn Mittelende Süd 59 Flurstück:030852-005-00046/004 Karte  | Gulfhaus (Gulfhaus) Relativ kleines Gulfhaus. Eingeschossiger Wohnteil und Giebelkamin. Datiert 1888; Wirtschaftsteil etwas jünger; Einzeldenkmal gemäß § 3.2 NDSchG | 1888                   |                  | 45702000011     |
| BW   | Schleusenanlage, II (Nordgeorgsfehnkanal) | Nordgeorgsfehn Obenende Nord Flurstück:030852-001-00064/004 Karte      | Schleusenanlage, II (Nordgeorgsfehnkanal) Kammerschleuse. Häupter in Ziegelmauerwerk mit Sandsteinelementen. Kammerwände mit kappenartig ausgemauerten Feldern zwischen Stahlprofilen. Hölzerne Stemmtorpaare, datiert 1921 und 1926; Bedeutung: historisch, wissenschaftlich; wesentliche Begründung: 1.11 geschichtliche Bedeutung aufgrund des Zeugnis- und Schauwertes für Wirtschafts- und Technikgeschichte; Einzeldenkmal gemäß § 3.2 NDSchG; in Gruppe baulicher Anlagen: 457020Gr0006 | 1921/1926              |                  | 45702000010     |
| BW   | Schleusenanlage, I (Nordgeorgsfehnkanal)  | Nordgeorgsfehn Untenende Ost Flurstück:030852-005-00127/000 Karte      | Schleusenanlage, I (Nordgeorgsfehnkanal) Kammerschleuse. Kammerwände und Häupter in Ziegelmauerwerk mit Sandsteinelementen. Hölzerne Stemmtorpaare. An Unterhaupt Wappentafel und Pegelmesser in Sandstein. 1837, erneuert um 1920; Bedeutung: historisch, wissenschaftlich; wesentliche Begründung: 1.11 geschichtliche Bedeutung aufgrund des Zeugnis- und Schauwertes für Wirtschafts- und Technikgeschichte; Einzeldenkmal gemäß § 3.2 NDSchG; in Gruppe baulicher Anlagen: 457020Gr0006   | 1837                   |                  | 45702000006     |

## Remels
| Bild                            | Bezeichnung                                | Lage                                                          | Beschreibung | Bauzeit              | Eingetragen seit | Denkmal- nummer  |
| ------------------------------- | ------------------------------------------ | ------------------------------------------------------------- | --- | -------------------- | ---------------- | ---------------- |
| BW                              | Wohnhaus                                   | Remels Alter Postweg 65 Flurstück:030854-008-00170/046 Karte  | Wohnhaus mit: Gulfscheune, Garten; Repräsentatives Wohnhaus mit Scheunenanbau an rechter Giebelseite. Eingeschossiger Ziegelbau mit Drempel und Mittelrisalit, sowie turmartigem Erkervorbau. Orig. Fenster und Türen. Ende 19. Jahrhundert; Bedeutung: historisch, künstlerisch, wissenschaftlich; wesentliche Begründung: 1.06 geschichtliche Bedeutung aufgrund des Zeugnis- und Schauwertes durch beispielhafte Ausprägung eines Stils und / oder Gebäudetypus; Einzeldenkmal gemäß § 3.2 NDSchG                      | Ende 19. Jahrhundert |                  | 457020.00058M001 |
|                                 | Gulfhaus (Gulfhaus)                        | Remels Alter Postweg 95 Flurstück:030854-007-00018/002        | Gulfhaus (Gulfhaus) eingeschossiger Wohnteil in Ziegelbauweise zur Straße mit Drempel. Fenster mit Holzblockrahmen, aufwendige hölzerne Türrahmung. Datiert 1878; Wirtschaftsteil jünger; Einzeldenkmal gemäß § 3.2 NDSchG | 1878                 |                  | 45702000048      |
| Gulfhaus, ehemaliges (Gulfhaus) | Gulfhaus, ehemaliges (Gulfhaus)            | Remels Alter Postweg 103 Flurstück:030854-007-00361/034 Karte | Gulfhaus, ehemaliges (Gulfhaus) Kleines eingeschossiges Gulfhaus in Ziegelbauweise. Gulfgerüst in Hochrähmkonstruktion mit durchgezapften Ankerbalken. Einfahrtsdiele im westl. Seitenschiff. Erbaut wohl 1845; Bedeutung: historisch, wissenschaftlich; wesentliche Begründung: 1.06 geschichtliche Bedeutung aufgrund des Zeugnis- und Schauwertes durch beispielhafte Ausprägung eines Stils und / oder Gebäudetypus; Einzeldenkmal gemäß § 3.2 NDSchG; in Gruppe baulicher Anlagen: 457020Gr0005                      | 1845                 |                  | 45702000064      |
| BW                              | Backhaus                                   | Remels Alter Postweg 103 Flurstück:030854-007-00361/034 Karte | Backhaus Kleiner Ziegelbau unter Satteldach, erbaut 1877; Bedeutung: historisch, wissenschaftlich; wesentliche Begründung: 1.06 geschichtliche Bedeutung aufgrund des Zeugnis- und Schauwertes durch beispielhafte Ausprägung eines Stils und / oder Gebäudetypus; Gruppe gemäß § 3.3 NDSchG; in Gruppe baulicher Anlagen: 457020Gr0005 | 1877                 |                  | 45702000065      |
| Mühle (Windmühle)               | Mühle (Windmühle)                          | Remels Alter Postweg 111 Flurstück:030854-007-00037/001 Karte | Mühle (Windmühle) Galerieholländer. Dreieingeschossiger Rumpf auf oktogonalem Grundriss. Gliederung durch Lisenen. Reetdeckung. Datiert 1847; Einzeldenkmal gemäß § 3.2 NDSchG | 1847                 |                  | 45702000049      |
| BW                              | Kapelle                                    | Remels Friesenstraße 10 Flurstück:030854-012-00198/063 Karte  | Kapelle eingeschossiger Ziegelbau. Wandgliederung durch rundbogige Fenster und schlichte Traufgesimse. Erbaut um 1930; Einzeldenkmal gemäß § 3.2 NDSchG | um 1930              |                  | 45702000028      |
| BW                              | Gulfhaus (Gulfhaus)                        | Remels Friesenstraße 16 Flurstück:030854-012-00036/001 Karte  | Gulfhaus (Gulfhaus) mit: Backhaus; eingeschossiger Ziegelbau. Gliederung durch Gesimse und Fensterverdachungen. Erbaut 1900. Kleines Backhaus; Bedeutung: historisch, wissenschaftlich; wesentliche Begründung: 1.06 geschichtliche Bedeutung aufgrund des Zeugnis- und Schauwertes durch beispielhafte Ausprägung eines Stils und / oder Gebäudetypus; Einzeldenkmal gemäß § 3.2 NDSchG | um 1900              |                  | 457020.00027M001 |
| Schule                          | Schule                                     | Remels Lindenallee 4 Flurstück:030854-007-00077/003 Karte     | Schule eingeschossiger Ziegelbau. Wandgliederung durch rundbogige Fenster. Datiert 1862; Bedeutung: historisch, wissenschaftlich, städtebaulich; wesentliche Begründung: 1.06 geschichtliche Bedeutung aufgrund des Zeugnis- und Schauwertes durch beispielhafte Ausprägung eines Stils und / oder Gebäudetypus; Gruppe gemäß § 3.3 NDSchG; in Gruppe baulicher Anlagen: 457020Gr0004 | 1862                 |                  | 45702000047      |
| BW                              | Friedhof                                   | Remels Ostertorstraße 61 Flurstück:030854-007-00080/003 Karte | Friedhof mit: Grabsteine; aufgeschütteter Friedhof mit älteren Grabsteinen; Bedeutung: historisch, wissenschaftlich; wesentliche Begründung: 1.01 geschichtliche Bedeutung im Rahmen von Ortsgeschichte; konstituierender Bestandteil einer Gruppe gemäß § 3.3 NDSchG; in Gruppe baulicher Anlagen: 457020Gr0004 |                      |                  | 457020.00044M001 |
| weitere Bilder                  | Kirche (St. Martin, ev.)                   | Remels Ostertorstraße 61 Flurstück:030854-007-00080/003 Karte | Kirche (St. Martin, ev.) mit: Orgel; Rechteckiger Saalbau aus Granitquadern und Backsteinen. Erbaut 12. Jahrhundert; Westturm Ende 19. Jahrhundert; Orgel gebaut 1782 von Hinrich Just Müller aus Wittmund; Bedeutung: historisch, künstlerisch, wissenschaftlich, städtebaulich; wesentliche Begründung: 1.05 geschichtliche Bedeutung aufgrund des Zeugnis- und Schauwertes für Bau- und Kunstgeschichte; konstituierender Bestandteil einer Gruppe gemäß § 3.3 NDSchG; in Gruppe baulicher Anlagen: 457020Gr0004       | 12. Jahrhundert      |                  | 457020.00045M001 |
| Torturm                         | Torturm                                    | Remels Ostertorstraße 63 Flurstück:030854-007-00080/003 Karte | Torturm Niedriger Torturm aus Backsteinmauerwerk. Erbaut 14. Jahrhundert; Bedeutung: historisch, künstlerisch, wissenschaftlich, städtebaulich; wesentliche Begründung: 1.05 geschichtliche Bedeutung aufgrund des Zeugnis- und Schauwertes für Bau- und Kunstgeschichte; Gruppe gemäß § 3.3 NDSchG; in Gruppe baulicher Anlagen: 457020Gr0004 | 14. Jahrhundert      |                  | 45702000046      |
| BW                              | Wohnhaus                                   | Remels Schützenstraße 8 Flurstück:030854-003-00418/170 Karte  | Wohnhaus mit: Gulfscheune, Baumbestand, Heckeneinfriedung; Repräsentatives Wohnhaus mit Scheunenanbau an rechter Giebelseite. Eingeschossiger Ziegelbau mit Drempel. Eingezogener Eingang unter übergiebeltem Zwerchhaus. Originale Fenster/-läden. Um 1920/1930; Bedeutung: historisch, künstlerisch, wissenschaftlich; wesentliche Begründung: 1.06 geschichtliche Bedeutung aufgrund des Zeugnis- und Schauwertes durch beispielhafte Ausprägung eines Stils und / oder Gebäudetypus; Einzeldenkmal gemäß § 3.2 NDSchG | um 1920/1930         |                  | 457020.00059M001 |
| BW                              | Schleusenanlage, III (Nordgeorgsfehnkanal) | Remels Uferstraße Flurstück:030854-009-00331/065 Karte        | Schleusenanlage, III (Nordgeorgsfehnkanal) Kammerschleuse in Ziegelmauerwerk mit hölzernen Stemmtorpaaren. Erbaut um 1930; 1991 komplett erneuert; Bedeutung: historisch, wissenschaftlich; wesentliche Begründung: 1.11 geschichtliche Bedeutung aufgrund des Zeugnis- und Schauwertes für Wirtschafts- und Technikgeschichte; Gruppe gemäß § 3.3 NDSchG; in Gruppe baulicher Anlagen: 457020Gr0006 | um 1930/1991         |                  | 45702000029      |

## Selverde
| Bild | Bezeichnung         | Lage                                                         | Beschreibung | Bauzeit | Eingetragen seit | Denkmal- nummer |
| ---- | ------------------- | ------------------------------------------------------------ | --- | ------- | ---------------- | --------------- |
| BW   | Gulfhaus (Gulfhaus) | Selverde Westerstraße 3 Flurstück:030851-004-00025/003 Karte | Gulfhaus (Gulfhaus) 1 ⁄2-geschossiger Wohnteil. Gliederung durch Lisenen, Gesimse und Fensterverdachungen. Datiert 1901; Einzeldenkmal gemäß § 3.2 NDSchG | 1901    |                  | 45702000050     |

## Spols
| Bild | Bezeichnung         | Lage                                                      | Beschreibung | Bauzeit          | Eingetragen seit | Denkmal- nummer |
| ---- | ------------------- | --------------------------------------------------------- | --- | ---------------- | ---------------- | --------------- |
| BW   | Gulfhaus (Gulfhaus) | Spols Brinkstraße 1 Flurstück:030859-004-00100/011 Karte  | Gulfhaus (Gulfhaus) Komplett erhaltener 1950er Jahre Bau mit originalen Fenstern, Türen und Ornamentik-/Dekorationsdetails. Klinkerbau unter Krüppelwalmdach in Falzziegeldeckung; Einzeldenkmal gemäß § 3.2 NDSchG                                      | 1950er           |                  | 45702000052     |
| BW   | Gulfhaus (Gulfhaus) | Spols Brinkstraße 28 Flurstück:030859-004-00126/029 Karte | Gulfhaus (Gulfhaus) Schöner älterer Wohnteil unter Ziegel-/Reetdeckung. Türen und Fenster/-läden erhalten. Eingezogenes Dielentor. Wirtschaftsteil komplett erneuert 1930er/1950er Jahre. Innengerüst nicht eingesehen. Einzeldenkmal gemäß § 3.2 NDSchG | 1930er und älter |                  | 45702000076     |

## Stapel
| Bild | Bezeichnung         | Lage                                                            | Beschreibung | Bauzeit | Eingetragen seit | Denkmal- nummer |
| ---- | ------------------- | --------------------------------------------------------------- | --- | ------- | ---------------- | --------------- |
| BW   | Gulfhaus (Gulfhaus) | Stapel Bührener Straße 110 Flurstück:030860-003-00006/006 Karte | Gulfhaus (Gulfhaus) Kleines Gulfhaus. Ziegelbau unter Ziegel-/Reetdeckung. Wohngiebel komplett intakt. Alte Fenster erhalten; Einzeldenkmal gemäß § 3.2 NDSchG |         |                  | 45702000054     |

## Südgeorgsfehn
| Bild           | Bezeichnung         | Lage                                                                         | Beschreibung | Bauzeit | Eingetragen seit | Denkmal- nummer |
| -------------- | ------------------- | ---------------------------------------------------------------------------- | --- | ------- | ---------------- | --------------- |
| weitere Bilder | Mühle (Windmühle)   | Südgeorgsfehn Südgeorgsfehner Straße 65 Flurstück:030856-004-00097/002       | Mühle (Windmühle) Galerieholländer. Zweigeschossiger Rumpf auf oktogonalem Grundriss. Erbaut um 1907; weitgehend umgebaut. Bedeutung: historisch, wissenschaftlich, städtebaulich; wesentliche Begründung: 4.2; Einzeldenkmal gemäß § 3.2 NDSchG | um 1907 |                  | 457020.00025    |
| BW             | Gulfhaus (Gulfhaus) | Südgeorgsfehn Südgeorgsfehner Straße 85 Flurstück:030856-004-00091/007 Karte | Gulfhaus (Gulfhaus) eingeschossiger Ziegelbau mit Drempel. Gliederung durch Gesimse und Fensterverdachungen. Wirtschaftsteil mit Längsdurchfahrt. Erbaut 1911. Bedeutung: historisch, wissenschaftlich; wesentliche Begründung: 1.06 geschichtliche Bedeutung aufgrund des Zeugnis- und Schauwertes durch beispielhafte Ausprägung eines Stils und / oder Gebäudetypus; Einzeldenkmal gemäß § 3.2 NDSchG | 1911    |                  | 457020.00024    |